# Castello di Pianisi
Il castello di Pianisi (o castello di Sant'Elia) è un castello medievale costruito su un colle nei pressi del fiume Fortore nella cittadina di Sant'Elia a Pianisi, dista circa 33 chilometri ad est dal capoluogo, Campobasso. È dotato di una particolare edificazione con pietre. La tradizione locale lo vuole distrutto nel 1598, ad opera degli spagnoli.

## Storia

### Origini
La prima attestazione del toponimo Pianisi ricorre in un diploma di Papa Pasquale I (817-824), trascritto nel Chronicon Vulturnense nel XII secolo; il pontefice conferma all'Abbazia di San Vincenzo al Volturno il possesso, tra gli altri beni, dell'Ecclesiam Sancte Marie in Planisi che sarà confermata dai suoi successori Papa Marino II (944) e Papa Niccolò II (1059) nonché dagli Imperatori Ottone I di Sassonia (962), Ottone II di Sassonia (983), Enrico II il Santo (1014) e Corrado II il Salico (1038). Il castello di Pianisi è documentato dal giugno 1008, allorquando il Signore di Pianisi concesse un terreno al monastero di San Pietro Apostolo di Ostuni su cui fu costruito il Castello di Pianisi nel quale egli risiedeva; la Cartula offertionis ("la Carta dell'oblazione per l'Anima") costituisce, però, un falso non anteriore alla fine del XII secolo.
Del castello di Planaci (o Planati) si ha notizia in due atti del 1053 Chartularium Tremitense relativi a possedimenti del monastero delle Tremiti
Nella seconda metà del XII secolo il feudo di Planesium, equivalente ad un milite, apparteneva ad Altruda moglie di Thalenasio.

### L'epoca angioina
Il castello di Pianisi è menzionato in numerosi documenti redatti dalla Cancelleria angioina (oggi presso l'Archivio di Stato di Napoli) negli anni sessanta e settanta del Duecento; in quel periodo il Castrum Pianisii, appartenuto a Ruggiero I di Sambiase, appartenne nel 1269 a Jean de Nanteuil, aveva un valore di 30 Once d'oro, e a lui gli abitanti dovevano, come uso versare la Colletta "pro indumentis". 
Nel 1276 fu concesso dal re Carlo I d'Angiò a Tipaldus Alamannus, Signore di Centocelle.
Nella sua prima fase di vita il castello era costituito da una struttura molto semplice, in pochi anni, fu ampliato tutto il castello e creato le fortificazioni militari, con innovativi sistemi difensivi, facendo realizzare anche alcuni ambienti di carattere residenziale e stabilendo una tassa per le popolazioni del territorio che ricevevano la sua protezione militare. 
Secondo alcune fonti il castello sarebbe stato distrutto dal sisma del 1306.

### Epoche successive
Pervenne poi ai Gianvilla, cui seguirono la famiglia dei Di Sangro (Candida Gonzaga. Il feudo di Pianisi nel 1469 appartenne a Giovan Francesco 
de Pistillis di Campobasso.
Dal 1495 il castello di Pianisi fu concesso da Re Ferdinando II al signore di Pietracatella Bartolomeo di Capua, nono conte d'Altavilla.
Da allora seguì le sorti del vicino feudo di Sant’Elia: nel 1556 fu acquistato dai de Gennaro, nel 1565 dai Brancia e nel 1610/11 dalla famiglia di Palma che lo tenne, col titolo di duca, sino all’eversione della feudalità nel 1806.

## La chiesa
La Chiesa di San Pietro ha ancora oggi un affresco datato alla fine del XIV secolo, che rappresenta un nobile cavaliere che combatte contro un Drago alato, identificato con Jean de Nanteuil.

## Scavi archeologici
Il castello di Pianisi sorgeva sull'omonima altura ubicata a circa 3,7 km a nord-ovest dell'abitato di Sant'Elia a Pianisi, dove l'insegnamento di Archeologia medievale e Cristiana dell'Università degli Studi del Molise ha eseguito tre campagne di scavi tra il 2013 e il 2015, finanziate dalla locale Amministrazione Comunale. Il sito era già noto per la presenza in superficie di reperti archeologici, tra cui una moneta dell'imperatore bizantino Romano I Lecapeno e fondi di coppe in protomaiolica (XIII-XIV secolo).
Gli scavi hanno messo in luce ampi tratti dei muri di costruzione del Terrazzamento superiore, la grande Torre cilindrica, che sovrastava l'abitato dominando l'area circostante, nonché i resti della chiesa di S. Maria ''in Planisi''. L'edificio, con grande abside e una possente torre campanaria, è costruito con bozze molto regolari prive di tracce di lavorazione, tranne pochissimi casi, a testimonianza di una tecnica di estrazione a spacco che seguiva le fenditure del materiale nella cava. La roccia calcarea, di probabile estrazione locale, è molto friabile, tant'è vero che in molti punti si sfalda e si disintegra. La copertura, stando ai numerosi coppi, trovati negli strati di crollo, doveva essere costituita da falde. Dall'edificio, che venne sconsacrato nel 1701 dall'arcivescovo di Benevento Vincenzo Maria Orsini, ovvero Papa Benedetto XIII, sono stati prelevati il Fonte battesimale, oggi inglobato in una fontana pubblica a Sant'Elia a Pianisi, e il rilievo duecentesco attualmente murato nella facciata della chiesa di San Rocco. Al momento, in attesa di completare l'esame dei materiali archeologici recuperati nel corso degli scavi, si può solo anticipare che il tratto sud-est del muro di sostruzione del terrazzamento superiore, cadde in disuso forse entro il XVI secolo, epoca alla quale risalgono i frammenti di una brocchetta in ceramica graffita trovati tra i resti del muro. Un utile elemento per la datazione del crollo della chiesa è fornito, invece, dal boccale in Maiolica rinvenuto, in frammenti, ai piedi del perimetrale destro dell'edificio. Ci sono ipotesi storiche di datazione dell'abbandono di Pianisi agli inizi del Trecento o alla prima metà del Cinquecento.
Nell'ambito del bando “Bellezza@ – Recuperiamo i luoghi culturali dimenticati”, è stato finanziato il progetto “Prope castello Planisi”, ideato dal lavoro d’insieme di due Dipartimenti dell'Università degli Studi del Molise: Scienze Umanistiche, Sociali e della Formazione (prof. Carlo Ebanista) e Medicina e di Scienze della Salute “Vincenzo Tiberio” (prof. Gianpaolo Colavita), in collaborazione con il Comune di Sant'Elia a Pianisi. Il progetto – finanziato per un importo di 500.000 euro – favorirà la valorizzazione delle risorse archeologiche e ambientali del territorio di Sant'Elia a Pianisi e la fruizione turistica, grazie al recupero del castello, alla creazione di un museo e all'istituzione di un Parco.